# Iregszemcse
Iregszemcse is een plaats (község) en gemeente in het Hongaarse comitaat Tolna. Iregszemcse telt 2826 inwoners (2001).

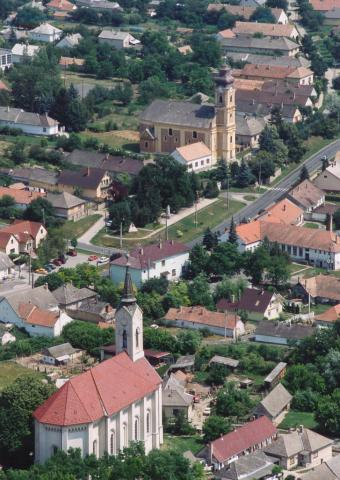
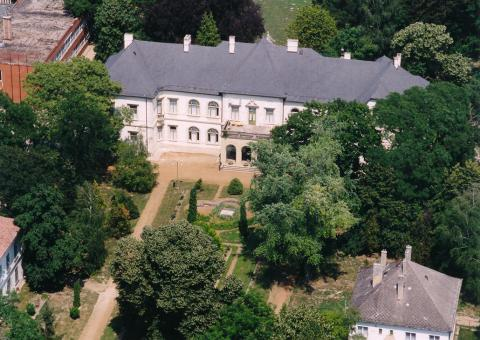
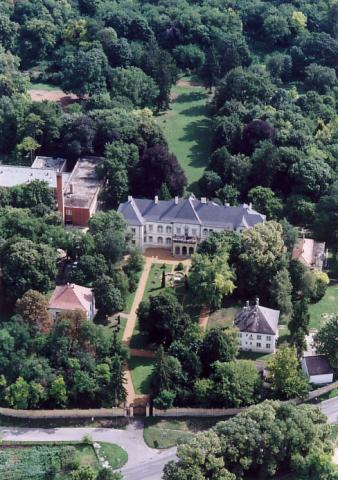
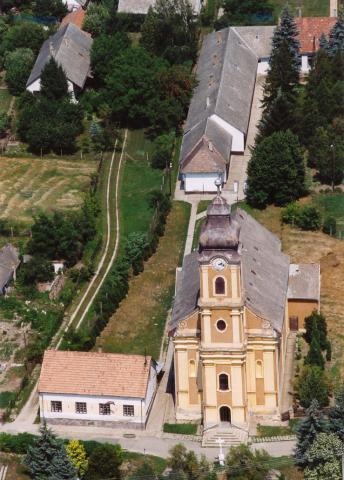